# Zinica
Zinica es un área geográfica y una población perteneciente al municipio de  Waslala en la Región Autónoma de la Costa Caribe Norte de Nicaragua. Está ubicado en la  comarca selvática del mismo nombre dominada por el Cerro Zinica que tiene una altura de 1267 m sobre el nivel de mar y con una orografía  muy irregular con mucho bosque y ríos.
Zilica toma relevancia al ser el lugar en que murió el 7 de noviembre de 1976 el Comandante Carlos Fonseca Amador, líder y fundador del Frente Sandinista de Liberación Nacional (FSLN), en combate con la Guardia Nacional. Fonseca cayó en el lugar conocido como "Boca de Piedra", al pie de Cerro Zinica entre Waslala y Siuna.

## El topónimo
El topónimo de "Zinica" proviene, según la tradición popular recogida en la comunidad de Zinica, de la muerte de algún aborigen y fue popularizado por emigrantes estadounidenses. Anteriormente la región se llamaba "Nica".

## Historia
La población de Zinica, que toma el nombre de la comarca donde está ubicada, fue fundada en 1935 y se encuentra a 15 km al norte de Waslala, la cabecera municipal. La base económica es la agricultura sustentada en la calidad de sus tierras y origen de la población. Tiene una población, según el censo de 2005, de 1500 personas, agrupadas en 281 familias que habitan en  267 casas. 
Zinica limita: al Norte: con la comunidad de Santa Marta y Kubali Central; al sur con la comunidad El Achiote y El Varillal; Al Este con la Zinica # 2 y al Oeste: con la comunidad de San José de Kaskita

## Parque Ecológico Cerro Zinica
El área que rodea el Cerro de Zinica se ha declarado  "Parque ecológico", forma parte del corredor biológico. En la zona alta y media del cerro se ha instalado un  refugio de flora y fauna. Destacan los recorridos dentro del área protegida, especialmente indicados para hacer senderismo.